# Катра ФМ
КАТРА ФМ (изписвано също KATRA FM) е първата CHR радиостанция в България, насочена към съвременните хитове. Програмата се състои изцяло от модерна музика. Излъчват се също специализирани музикални предавания, PartyZone — слушателски избор на хитовете, Mixed Vibes — миксиране на живо, TOP 40 – седмична класация, LIFESTYLE, кратки новини, прогноза за времето, валутна информация и др.
Целевата аудитория на радиостанцията е главно от слушатели на възраст между 17 и 37 години. Хит радио KATRA FM излъчва програмата си на честота 100.4 MHz за Пловдив и региона (Пазарджик, Асеновград, Карлово, Баня, Чирпан и Магистрала Тракия). Може също така да се слуша по Интернет.
Радиостанцията притежава първото в България звукозаписно студио, специализирано за радиопродукция и саунд-имидж KATRA Records.